# Seznam šachových historiků
- Ricardo Calvo
- Hiram Cox
- Henry Davidson
- Richard Eales
- Vlastimil Fiala
- Duncan Forbes
- John Samuel Hilbert
- Thomas Hyde
- William Jones
- Taylor T. Kingston
- Antonius van der Linde
- Isaac M. Linder
- Harold James Ruthven Murray
- Sam Sloan
- Ken Whyld
- Edward G. Winter
- Tassilo von Heydebrand und der Lasa
- Jan Kalendovský